# 高力士衣冠墓遗址
高力士衣冠墓遗址，位于中国广东省茂名市高州市曹江镇满坑村，为高州市文物保护单位，类型为古遗址，公布时间为1994年11月15日。
高力士衣冠墓遗址的历史年代为唐代。